# Boom Blox
Boom Blox é um jogo de video game de puzzle lançado para o console Wii e celulares, desenvolvido pela EA Los Angeles em junção do diretor de filme Steven Spielberg. O jogo foi lançado em 6 de maio de 2008 na América do Norte, e em 9 de maio de 2008 na Europa.
O objetivo principal do jogo é de destruir estruturas feitas de blocos, utilizando o Wii Remote para jogar, atirar, e pegar blocos. Boom Blox possui um sistema de física realista.
O jogo possui mais de 300 níveis no modo de um jogador e mais de 100 no modo cooperativo e multijogadores competitivos. Em adicional, existe um modo onde o jogador pode desenvolver seus próprios níveis e enviar para pessoas adicionados na lista de Friend Codes via o WiiConnect24.

## Modos
- Adventure
- Explore
- Party
- Create